# Hawiyya
Hawiyya (hawiye o hawiya) (Somali: hawiiye, àrab: هاويي) és un gran clan somali originat almenys al segle xiii, per la barreja amb comerciants àrabs que van tenir com a capital la ciutat de Merka o Merca.
Els membres d'aquest clan habiten tradicionalment el centre i el sud de Somàlia, Somalilàndia, Djibouti, Etiòpia (regions de Somàlia, Harar, Oròmia i Afar i Kenya (província del nord-est, província oriental). També són la majoria a la capital, Mogadiscio.
Al segle xv va sorgir la dinastia d'Ajuuraan (Sultanat de Qalafo), que va governar la zona del riu Shibeli o Shebelle, i a la que al segle xvii els hawiya es van oposar. Van quedar sota protecció dels Al-Busaid d'Oman i Mascat i després de Zanzíbar i Oman al segle xviii. El 1878 van perdre el poder a Hobyo on un príncep majeerteen va aconseguir el poder i va formar el sultanat d'Hobyo. El 1889 la major part de la regió habitada pels hawiye va passar a la colònia italiana de Banaadir, després Somàlia Italiana.
Els hawiyya viuen a la Somàlia central i del sud, i alguns a la Regió Somali d'Etiòpia i al nord-est de Kenya. L'ancestre comú fou Irir Sanaale. Modernament són el clan dominant a Mogadiscio.
El 1989 van fundar el Congrés de la Somàlia Unificada com a representant del grup. Ali Mahdi (1991-1992) i Muhammad Aydin (1995-1996), membres del clan, foren presidents autoproclamats de Somàlia.

## Subclans principals
- Abgaal
- Ajuran
- Baadicadde
- Duduble
- Fiqishini
- Gaaljecel
- Garre
- Gidir Karanle
- Gorgaarte
- Gugundhabe
- Habar Gidir
- Hawadle
- Hiilebi
- Hintire
- Hobay
- Iilawaay
- Kaariye Karanle
- Karanle
- Mariixaan Gorgaarte
- Masare
- Maxamad Gorgaarte
- Mayle Gorgaarte
- Moobleen
- Murusade
- Raaranle
- Reer Cabdiraxmaan
- Reer Gasar
- Reer Gedow
- Reer Isse o (Garjante)
- Sheekhaal
- Silcis
- Sixawle Karanle
- Ujeejeen
- Wacdaan
- Wacweytan
- Wadalaan
- Xaskul